# 萨尔察赫河畔戈灵
萨尔察赫河畔戈灵是奥地利萨尔茨堡州哈莱因县的一个市镇。总面积82.18平方公里，总人口4022人，人口密度48.9人/平方公里（2005年）。